# باتريشيا هولمز
باتريشيا هولمز (1917 - 1992) (بالإنجليزية: Patricia Holmes)‏ هي لاعبة كريكت أسترالية. شاركت مع منتخب أستراليا الوطني للكريكت.

## وصلات خارجية
- باتريشيا هولمز على موقع إي آس بي آن كريك إنفو (الإنجليزية)